# Domagoj Vida
Domagoj Vida (Osijek, 29 april 1989) is een Kroatisch voetballer die doorgaans speelt als centrale verdediger. In juli 2022 verruilde hij Beşiktaş voor AEK Athene. Vida maakte in 2010 zijn debuut in het Kroatisch voetbalelftal.

## Clubcarrière
Vida speelde zijn hele jeugdcarrière in zijn geboorteplaats Osijek. Na drie jaar in hun jeugd te hebben rondgelopen, debuteerde de verdediger in het seizoen 2006/07 in het eerste elftal. Hij was toen zeventien jaar oud. Hij speelde dat seizoen tien wedstrijden en in de jaren daarna werden dat er meer en meer. Hij werd gelinkt aan de Kroatische kampioen Dinamo Zagreb, maar op 29 april 2010 koos hij voor Bayer 04 Leverkusen. In zijn eerste seizoen in Leverkusen speelde Vida vooral mee in de UEFA Europa League, waarin hij achtmaal in actie kwam. Op 5 maart 2011 maakte de Kroaat zijn debuut in de Bundesliga, toen hij tegen VfL Wolfsburg in de veertiende minuut Manuel Friedrich mocht vervangen.
In juni 2011 maakte Vida een transfer naar Dinamo Zagreb voor een onbekend bedrag. Op 25 juli 2011 scoorde de verdediger een goal in de achtennegentigste minuut tegen de Bulgaarse ploeg Loedogorets Razgrad in de UEFA Champions League, waardoor de ploeg door kon stromen naar de volgende ronde. Hij werd uit de selectie gezet nadat hij een blikje bier had geopend in de bus op weg naar een bekerwedstrijd. Hiervoor had hij ook al meerdere problemen met de Kroatische hoofdtrainer van destijds, Ante Čačić. Hij kreeg uiteindelijk een boete van honderdduizend euro van de club opgelegd.
Hij verliet Maksimir voor een nieuw avontuur in Oekraïne bij Dynamo Kiev. Vida werd op 5 oktober 2014 de doelpuntenmaker van de enige treffer in de wedstrijd tegen FK Sjachtar Donetsk van de Kroatische aanvoerder Darijo Srna. Het doelpunt viel twintig minuten vóór het eindsignaal in de achtste speelronde van de Oekraïense Premjer Liha. In januari 2018 maakte Vida transfervrij de overstap naar Beşiktaş. Na afloop van zijn contract in Turkije verkaste Vida naar AEK Athene, waar hij voor twee jaar tekende. Zijn contract werd in november 2023 opengebroken en met een jaar verlengd tot medio 2025.

## Interlandcarrière
Vida speelde lang mee met Kroatië –21. Op 23 mei 2010 mocht hij zijn debuut voor het eerste elftal maken tijdens een 2-0 overwinning op Wales in zijn geboorteplaats Osijek, toen hij in de 75e minuut Darijo Srna verving. Drie dagen later speelde hij voor het eerst in de basis, tijdens een doelpuntloos gelijkspel tegen Estland. Op 29 mei 2012 maakte toenmalig bondscoach Slaven Bilić zijn definitieve en 23-koppige selectie bekend die Kroatië vertegenwoordigde op het Europees kampioenschap voetbal 2012 in Polen en Oekraïne, inclusief Vida die rugnummer 21 kreeg toebedeeld. Vida scoorde zijn eerste goal voor de Vatreni op 10 september 2013 tegen Zuid-Korea. Vida werd opgenomen in de Kroatische selectie voor het wereldkampioenschap in Brazilië door bondscoach Niko Kovač, op 31 mei 2014. Op het wereldkampioenschap kwam de Kroaat niet in actie.
Vida werd door Kovač opgeroepen voor de vriendschappelijk wedstrijd tegen Cyprus en de eerste EK-kwalificatie tegen Malta op respectievelijk 4 september 2014 en 9 september 2014. Voor de EK-kwalificatie wedstrijden in oktober 2014 kreeg Vida nogmaals een oproep. Hij werd opgeroepen in mei 2015 door de Kroatische bondscoach voor de vriendschappelijke wedstrijd tegen Gibraltar en de EK-kwalificatiewedstrijd tegen Italië op respectievelijk 7 juni en 12 juni 2015. Gewoonlijk zijn Vedran Ćorluka en Dejan Lovren de eerste centrumverdedigers in de meeste wedstrijden van het Kroatisch elftal. Door omstandigheden waren de twee verdedigers niet opgenomen in de selectie voor Italië. Hierdoor vormden voor het eerst Gordon Schildenfeld en Vida het hart van de Kroatische verdediging tegen Italië. De twee speelden de hele wedstrijd tegen Italië in het Poljudstadion. Vida speelde van oktober 2014 tot en met oktober 2015 ieder EK-kwalificatiewedstrijd mee. Hij maakte ook deel uit van de definitieve selectie van Kroatië voor het Europees kampioenschap in Frankrijk. Kroatië werd op 26 juni in de achtste finale tegen Portugal uitgeschakeld na een doelpunt van Ricardo Quaresma in de verlenging.
Vida maakt ook deel uit van het Kroatisch elftal op het WK 2018 in Rusland, waar de Kroaten de finale bereikten. Na de zege op gastland Rusland kreeg Vida van de FIFA een berisping vanwege een omstreden video. In het bewuste filmpje roept Vida Slava Ukrayini, oftewel Glorie aan Oekraïne: een strijdkreet die na de Oekraïense onafhankelijkheid opkwam en een rentree beleefde toen Rusland de Krim annexeerde in 2014. De verdediger werd in mei 2021 door bondscoach Zlatko Dalić opgenomen in de Kroatische selectie voor het uitgestelde EK 2020. Op het toernooi werd Kroatië in de achtste finales uitgeschakeld door Spanje (3–5 na verlenging). Daarvoor werd in de groepsfase verloren van Engeland (1–0), gelijkgespeeld tegen Tsjechië (1–1) en gewonnen van Schotland (3–1). Vida speelde in alle vier wedstrijden mee. Zijn toenmalige teamgenoten Dorukhan Toköz en Rıdvan Yılmaz (beiden Turkije) waren ook actief op het EK.
In oktober 2022 werd Vida door Dalić opgenomen in de voorselectie van Kroatië voor het WK 2022. Anderhalve week later behoorde hij ook tot de definitieve selectie. Tijdens dit WK behaalde Kroatië de derde plek door na een uitschakeling tegen Argentinië in de halve finales te winnen van Marokko. In de groepsfase was gewonnen van Canada en gelijkgespeeld tegen Marokko en België. Daarna werd op strafschoppen gewonnen van Japan en Brazilië. Vida speelde niet mee. Zijn toenmalige clubgenoten Ehsan Hajsafi, Milad Mohammadi (beiden Iran), Orbelín Pineda (Mexico) en Damian Szymański (Polen) waren ook actief op het toernooi.
Vida werd in mei 2024 door Dalić opgenomen in de Kroatische selectie voor het EK 2024 in Duitsland. Kroatië werd in de groepsfase uitgeschakeld na een nederlaag tegen Spanje (3–0) en gelijke spelen tegen Albanië (2–2) en Italië (1–1). Vida kwam op het EK niet in actie. Zijn toenmalige clubgenoten Steven Zuber (Zwitserland), Mijat Gaćinović (Servië) en Damian Szymański (Polen) waren ook actief op het toernooi.